# Saalfeld
Saalfeld (en alemán: Saalfeld/Saale) es una ciudad de Alemania en el distrito de Saalfeld-Rudolstadt en Turingia, en la orilla izquierda del río Saale, a unos 50 km al sur de Weimar y 130 km, por autopista, al sudoeste de Leipzig.

## Historia

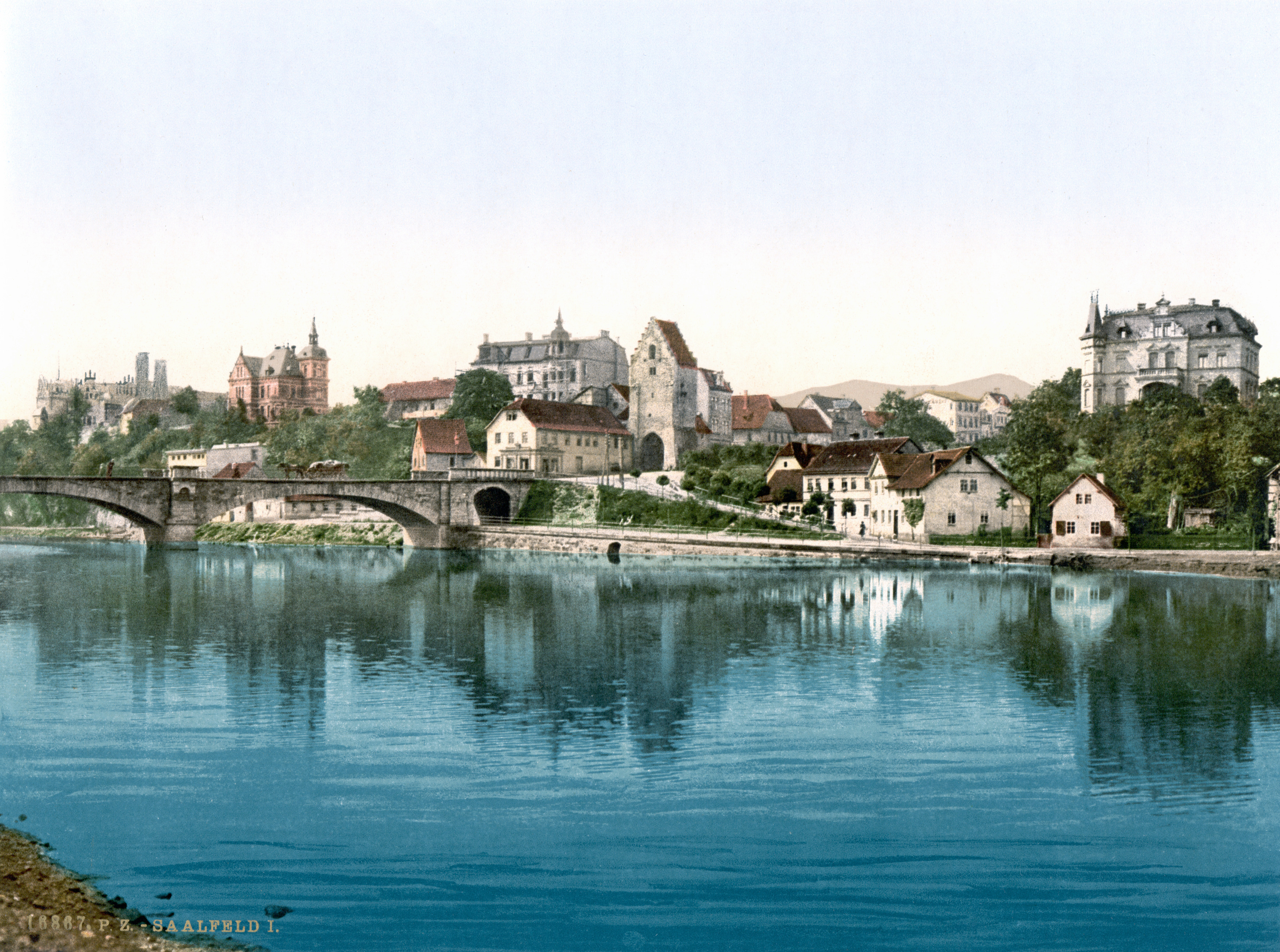
Saalfeld en 1900

Saalfeld es una de las ciudades más antiguas de Turingia. Una vez capital del extinto ducado de Sajonia-Saalfeld, formó parte de Sajonia-Meiningen hasta 1918. La ciudad sigue estando rodeada en parte por antiguas murallas y bastiones, y contiene algunas interesantes construcciones medievales, entre ellas un palacio construido a comienzos de la Edad Moderna en 1679 en el sitio de la Abadía Benedictina de San Pedro, que fue destruida durante la Guerra de los campesinos alemanes (1525).
Otras edificaciones importantes son la iglesia gótica de San Juan, que data de principios del siglo XIII; la casa consistorial gótica, completada en 1537; y, levantándose sobre el río, el Kitzerstein, un palacio que se dice fue erigido por el rey alemán Enrique I, aunque la construcción actual no es anterior al siglo XVI. Pero quizá la reliquia más interesante del pasado en Saalfeld sea la ruina del Hoher Schwarm, llamado luego el Sorbenburg, que se dice fue erigido en el siglo VII.
La batalla de Saalfeld, parte de las Guerras Napoleónicas, se libró el 10 de octubre de 1806.

## Demografía
| 1833  | 1890  | 1905  | 1910  | 1925  |
| ----- | ----- | ----- | ----- | ----- |
| 4604  | 9801  | 13242 | 14347 | 17960 |
| 1933  | 1939  | 1946  | 1950  | 1960  |
| 19148 | 22903 | 26387 | 27673 | 26876 |
| 1970  | 1981  | 1984  | 1985  | 1994  |
| 33643 | 34256 | 33586 | 33614 | 32349 |
| 1995  | 1996  | 1997  | 1998  | 1999  |
| 31922 | 31983 | 31489 | 30299 | 29868 |
| 2000  | 2001  | 2002  | 2003  | 2005  |
| 29511 | 29060 | 28759 | 28393 | 27918 |

## Industria
Saalfeld está situada en una de las partes más pobladas de Turingia y tiene varias industrias, que incluyen la manufactura de maquinaria, ladrillo, colores, malta, cigarros, calcetería y vinagre. Otras industrias son las de la cerveza, imprenta y fundición de hierro. También hay minas de ocre y hierro en la zona.

## Cultura
Saalfeld es la ciudad de las historias de ucronía, éxito en ventas, de las 1632 series de Eric Flint, en las cuales una pequeña ciudad americana de 3000 coprotagonistas se transporta de repente por el tiempo y espacio a la Guerra de los Treinta Años, que devastó a la casi despoblada Alemania central. Los lugares de interés más importantes con museos en un mapa de OpenStreetMap en Saalfeld.

## Hermanamientos
- Stains (Francia, desde el 4 de mayo de 1964)
- Samaipata (Bolivia, desde el 15 de enero de 1997)[3]